# Шахбази, Таги Аббас оглы
Таги Аббас оглы Шахбази (азерб. Tağı Abbas oğlu Şahbazi; 1892—1938), известный и под псевдонимом Симург — азербайджанский писатель начала XX века.

## Биография
Окончил медицинский факультет Императорского Харьковского университета.

Мемориальная доска на стене дом в Баку, в котором жил Таги Шахбази

Был секретарём АзЦИК и ректором Азербайджанского государственного университета, редактором журналов. Печатался с 1914 года. Среди его произведений можно назвать «В мире несправедливости», «Гаджи-Салман», «Рабыня господина», «Под страхом» и др. Главной темой его произведений была борьба против косности, отсталости и фанатизма, за утверждение коммунистической морали, за раскрепощение женщины Востока.
Первые литературные опыты Шахбази представляли собой — переводы. В первых своих рассказах («Молочница», «Пастух», «Шакар Али») он не поднимается ещё до сознательной революционной постановки общественных проблем, хотя, как подчёркивается в Литературной энциклопедии, несомненно остро подмечает отрицательные явления окружающей его действительности.
С 1923 года Таги Шахбази пишет ряд рассказов-миниатюр о разлагающемся мещанском быте, о раскрепощенной тюрчанке (азербайджанке). Эти рассказы свидетельствуют о росте политической сознательности автора («Нет», «Преступление за свободу» и др.). Произведения Шахбази неоднократно переводились на другие языки Советского Союза.
Став жертвой сталинских репрессий, Шахбази был арестован 11 июля 1937 года, приговорён к расстрелу 2 января 1938 года и в этот же день расстрелян. Реабилитирован (посмертно).